# Martina Trevisan
Martina Trevisan (Florencia; 3 de noviembre de 1993) es una tenista profesional italiana. Ha alcanzado la 24.ª posición en el ranking WTA individual, el 23 de mayo de 2022, y la 138.ª en dobles, el 14 de junio de 2021. Ha ganado nueve títulos de individuales y dos de dobles en el Circuito Femenino de la ITF. A nivel WTA, fue campeona en Rabat en 2022, derrotando a la estadounidense Claire Liu en la final. En torneos de Grand Slam, logró dos veces los cuartos de final en Roland Garros: en 2020 y 2022. También llegó a esa ronda en dobles en el Abierto de Australia en 2021, en pareja con la serbia Aleksandra Krunić. 
Su hermano mayor, Matteo Trevisan, también es tenista profesional: se desempeña en el ATP Challenger Tour.

## Títulos WTA (1; 1+0)

### Individual (1)
| Leyenda                                |
| Grand Slam (0)                         |
| Juegos Olímpicos (0)                   |
| WTA Finals (0)                         |
| P. Mandatory & Premier 5, WTA 1000 (0) |
| Premier, WTA 500 (0)                   |
| International, WTA 250 (1)             |

| No. | Fecha              | Torneo | Superficie    | Oponente en la final | Resultado |
| 1.  | 21 de mayo de 2022 | Rabat  | Tierra batida | Claire Liu           | 6-2, 6-1  |

### Dobles (0)
| Leyenda                                |
| -------------------------------------- |
| Grand Slam (0)                         |
| Juegos Olímpicos (0)                   |
| WTA Finals (0)                         |
| P. Mandatory & Premier 5, WTA 1000 (0) |
| Premier, WTA 500 (0)                   |
| International, WTA 250 (0)             |

#### Finalista (1)
| N.º | Fecha               | Torneo  | Superficie    | Pareja                 | Oponentes en la final       | Resultado |
| --- | ------------------- | ------- | ------------- | ---------------------- | --------------------------- | --------- |
| 1.  | 9 de agosto de 2020 | Palermo | Tierra batida | Elisabetta Cocciaretto | Arantxa Rus Tamara Zidanšek | 2-6, 5-7  |

## Títulos WTA 125s

### Individual (0–1)
| Resultado | Fecha                    | Torneo    | Superficie    | Oponente     | Puntaje  |
| --------- | ------------------------ | --------- | ------------- | ------------ | -------- |
| Finalista | 12 de septiembre de 2021 | Karlsruhe | Tierra batida | Mayar Sherif | 3-6, 2-6 |